# Verklärter Herbst
Verklärter Herbst per canto e pianoforte was het verplicht werk van de componist Benoît Mernier voor de Koningin Elisabethwedstrijd 2004 (voor zang).

## Geschiedenis
Voor de halve finale van de Koningin Elisabethwedstrijd dient iedere deelnemer een verplicht werk te spelen dat in opdracht van de wedstrijd wordt gecomponeerd. Voor de wedstrijd van 2004 componeerde de Belg Benoît Mernier dit lied. Het is gebaseerd op een gedicht van Georg Trakl waarvan een vertaling vooraan in drie talen in de partituur is opgenomen.

### Uitgave
Verklärter Herbst per canto e pianoforte werd in 2004 uitgegeven door CeBeDem te Brussel. De partituur kent negen genummerde pagina's die zijn geniet in een omslag.